# Masashi Wada
Masashi Wada (和田 昌士 Wada Masashi?), född 11 april 1997 i Kanagawa prefektur, är en japansk fotbollsspelare.
Wada började sin karriär 2016 i Yokohama F. Marinos. 2017 blev han utlånad till Renofa Yamaguchi FC. Han spelade 17 ligamatcher för klubben. Han gick tillbaka till Yokohama F. Marinos 2018. 2019 flyttade han till Blaublitz Akita.